# Ardisia forbesii
Ardisia forbesii är en viveväxtart som beskrevs av Spencer Le Marchant Moore. Ardisia forbesii ingår i släktet Ardisia och familjen viveväxter. Utöver nominatformen finns också underarten A. f. cataractorum.

## Bildgalleri

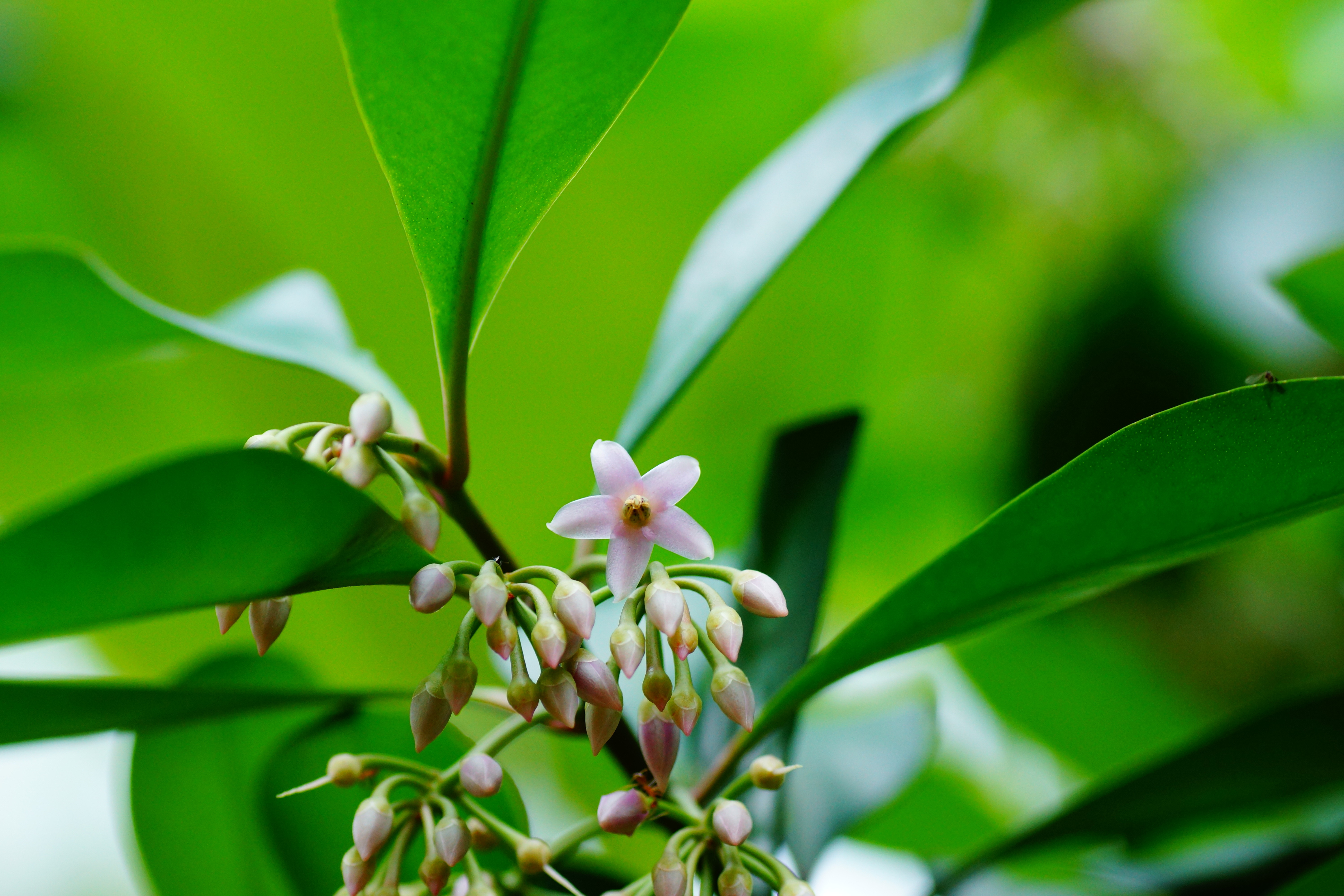
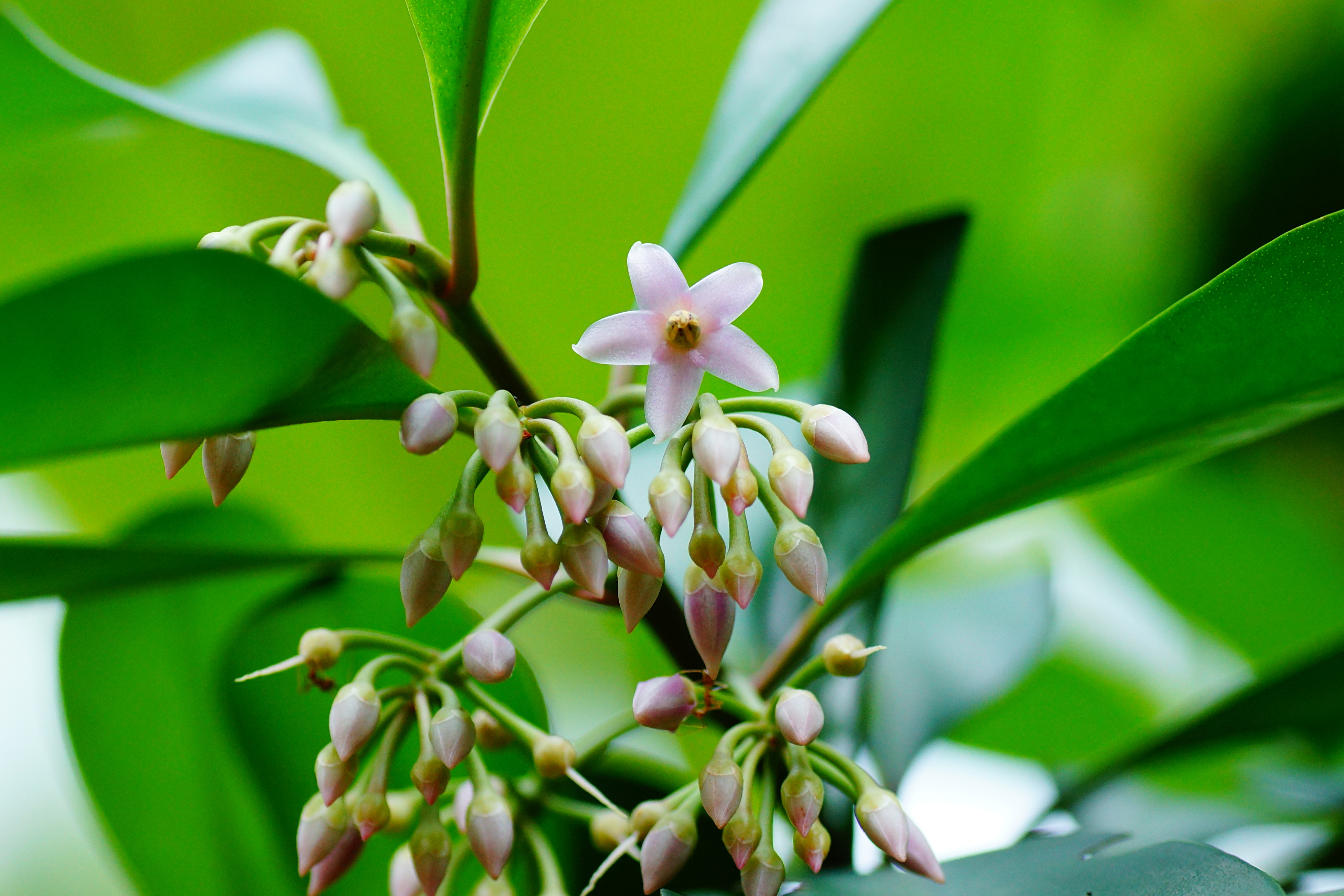
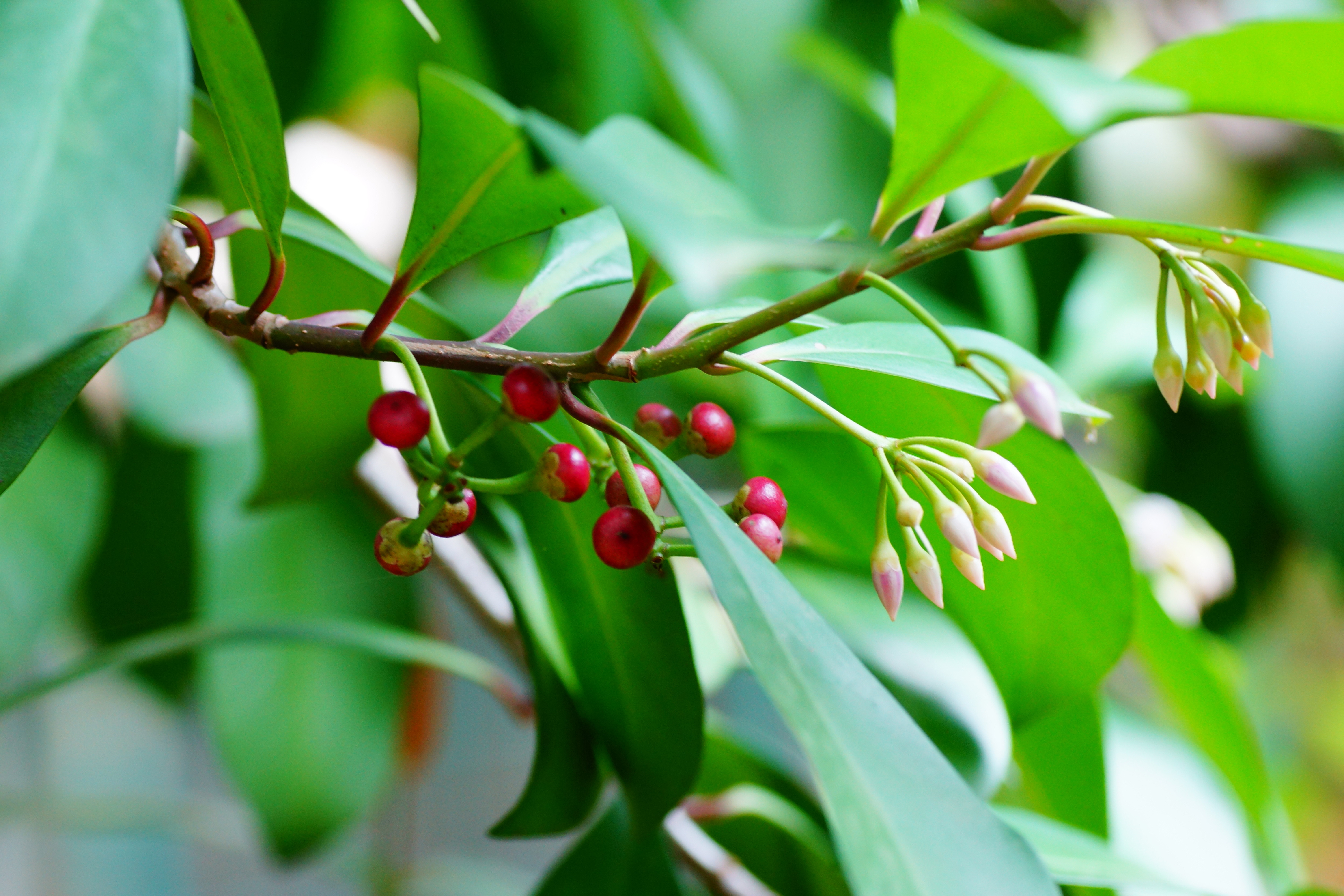
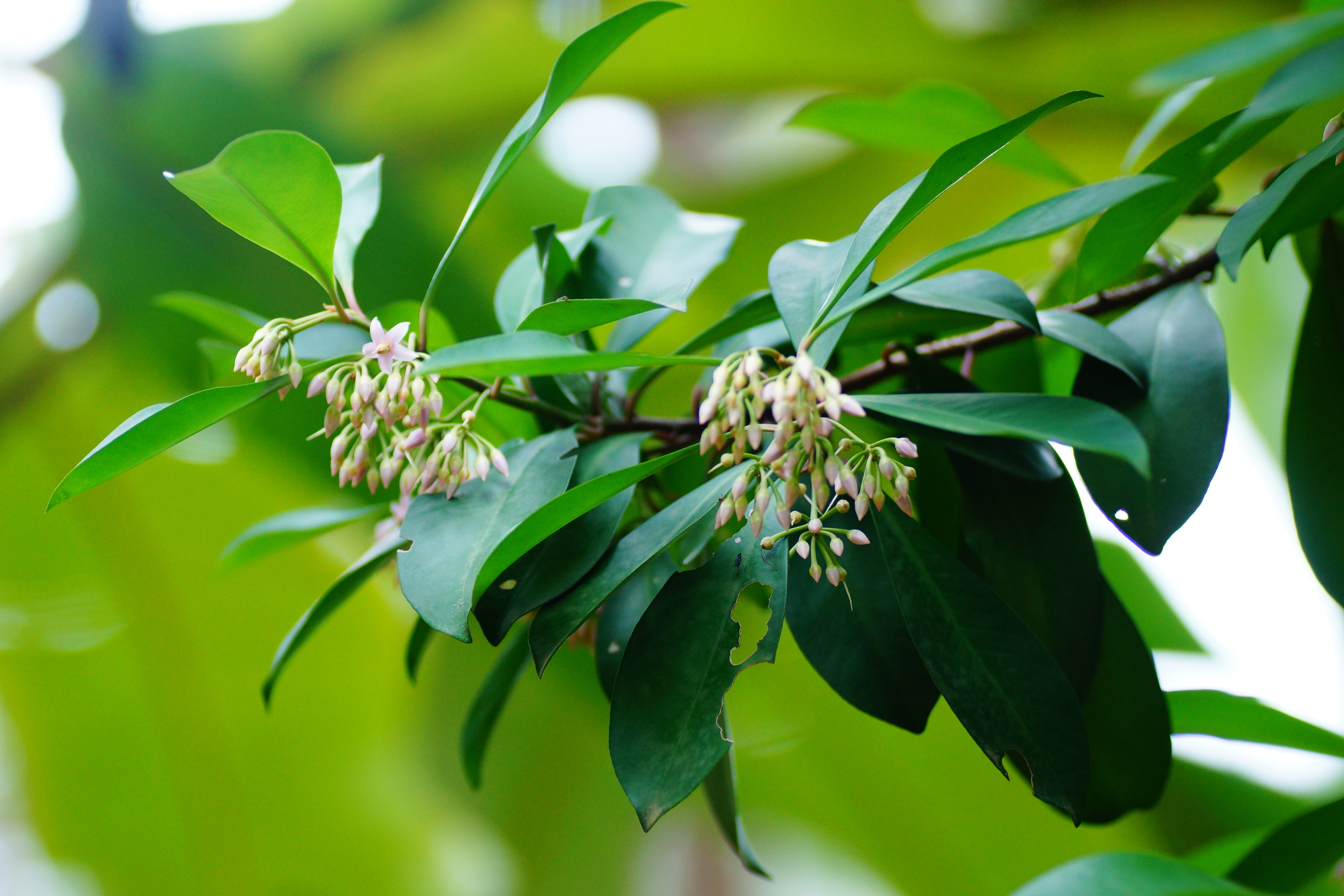